# منتخب المجر لكرة الماء للسيدات
منتخب المجر لكرة الماء للنساء هو المنتخب الذي يمثل المجر في منافسات كرة الماء للنساء، يعتبر من أقوى منتخبات كرة الماء النسائية في العالم حيث تمكن من الفوز بألعاب السباحة 2 مرات وفاز مرة واحدة بكأس العالم لكرة الماء للنساء (فينا).

## وصلات خارجية
- الموقع الرسمي